# Larvele
Larvele este un serial de televiziune comic, de desene animate pe calculator, creat de Tuba Entertainment în Seul, Coreea de Sud.  Acest desen animat are ca personaje principale două larve.  În Indonezia, acest serial este difuzat pe RCTI.